# Hora de Krasnoyarsk
|  | Huso horario     | Nombre local                                                  |
|  | ---------------- | ------------------------------------------------------------- |
|  | UTC +2 (MSK −1)  | Hora de Kaliningrado (EET)                                    |
|  | UTC +3 (MSK)     | Hora de Moscú (MSK)                                           |
|  | UTC +4 (MSK +1)  | Hora de Samara (SAMT)                                         |
|  | UTC +5 (MSK +2)  | Hora de Ekaterimburgo (YEKT)                                  |
|  | UTC +6 (MSK +3)  | Hora de Omsk (OMST)                                           |
|  | UTC +7 (MSK +4)  | Hora de Krasnoyarsk (KRAT) y Novosibirsk (NOVT)               |
|  | UTC +8 (MSK +5)  | Hora de Irkutsk (IRKT)                                        |
|  | UTC +9 (MSK +6)  | Hora de Yakutsk (YAKT)                                        |
|  | UTC +10 (MSK +7) | Hora de Vladivostok (VLAT)                                    |
|  | UTC +11 (MSK +8) | Hora de Magadán (MAGT), Sajalín (SAKT) y Srednekolimsk (SRET) |
|  | UTC +12 (MSK +9) | Hora de Kamchatka (PETT) y Anádyr (ANAT)                      |

La Hora de Krasnoyark (KRAT) es una zona horaria siete horas por delante del UTC (UTC+7) y cuatro horas por delante del horario de Moscú (MSK+4). Actualmente el KRAT está vigente en el Krai de Krasnoyarsk, el Krai de Altái, el Óblast de Kémerovo, el Óblast de Novosibirsk, el Óblast de Tomsk, la República de Altái, la República de Jakasia y la República de Tuvá.

## Historia
Hasta 1993 este huso horario era conocido como hora de Novosibirsk (NOVT) debido a que el Óblast de Novosibirsk lo usaba, pero en ese año este paso a guiarse por la hora de Omsk con lo cual el huso paso a denominarse hora de Krasnoyark (KRAT), aunque en 2016 Novosibirsk volvería a usar esta hora.
Entre 2011 y 2014 la hora de Krasnoyark se fijó en UTC+8.
En 2016, el Krai de Altái, la República de Altái, el Óblast de Tomsk y el Óblast de Novosibirsk abandonaron la hora de Omsk y adoptaron la hora de Krasnoyark.